# Parlamentswahl in Guinea 2002
Die Parlamentswahlen in Guinea 2002 wurden am 30. Juni 2002 in Guinea abgehalten. Die Partei des Präsidenten Lansana Conté, die Parti de l’unité et du progrès, war mit 61,57 % der Stimmen und 85 von 114 Sitzen die Gewinnerin der Wahlen.
Radikale Oppositionsparteien, darunter die Rassemblement du peuple de Guinée (Versammlung des Guineischen Volkes, RPG) und die Union des forces républicaines (Union der Kräfte für die Republik, UFR), boykottierten die Wahl, da sie von Fälschungen ausgingen. Es gab 4 458 871 registrierte Wähler und die Wahlbeteiligung wurde mit 72,47 % angegeben. Die Parti de l’unité et du progrès gewann alle 38 Sitze, die in Wahlkreisen, die nur ein Mitglied bestimmen konnten, zu erringen waren, weitere 47 Sitze kamen durch proportionale Vertretung in den übrigen Wahlkreisen hinzu.
Zusätzlich zu den 85 Sitzen, die die Partei des Präsidenten, die PUP, gewonnen hatte, errangen auch die Parti démocratique de Guinée – Rassemblement démocratique africain (PDG) und die Alliance nationale pour le progrès (ANP), die ebenfalls Präsident Conté unterstützten, einige Sitze (drei für die PDG, einen für die ANP) in der Nationalversammlung von Guinea. Die Oppositionelle Union pour le progrès de la Guinée (UPG) zweifelte das Ergebnis an und verweigerte die Annahme der drei Sitze, die sie in der Wahl gewonnen hatte.

## Ergebnisse

Wahl zur Nationalversammlung im Juni 2002:
Parti de l’unité et du progrès: 85 Sitze
Union pour le progrès et le renouveau: 20 Sitze
Union pour le progrès de la Guinée: 3 Sitze
Parti démocratique de Guinée – Rassemblement démocratique africain: 3 Sitze
Alliance nationale pour le progrès: 2 Sitze
Parti de l’union pour le développement: 1 Sitz

| Listen | Stimmen   | %    | Mandate |
| --- | --------- | ---- | ------- |
| Parti de l’unité et du progrès (Partei für Einigkeit und Fortschritt)                                                                          | 1.947.318 | 61,6 | 85      |
| Union pour le progrès et le renouveau (Union für Fortschritt und Erneuerung)                                                                   | 842.270   | 26,6 | 20      |
| Union pour le progrès de la Guinée (Union für den Fortschritt in Guinea)                                                                       | 130.065   | 4,1  | 3       |
| Parti démocratique de Guinée – Rassemblement démocratique africain (Demokratische Partei von Guinea – Vereinigung für afrikanische Demokratie) | 107.666   | 3,4  | 3       |
| Alliance nationale pour le progrès (Nationale Allianz für den Fortschritt)                                                                     | 62.780    | 2,0  | 2       |
| Parti de l’union pour le développement (Partei der Union für die Entwicklung)                                                                  | 20.823    | 0,7  | 1       |
| Gesamt | 3.162.855 | 100  | 114     |
| |           |      |         |
| Ungültige Stimmen | 30.015    | 0,9  |         |
| Wähler | 3.192.870 | 71,6 |         |
| Wahlberechtigte | 4.458.831 |      |         |
| |           |      |         |
| Quelle: African Elections Database |           |      |         |